# Batteria del Vagno
La Batteria del Vagno si trova lungo l'attuale Corso Italia, nelle vicinanze dell'incrocio con via Piave, dove ancora oggi ci sono i resti di questa batteria costiera settecentesca a difesa della costa della città di Genova.

## Storia
Nel 1745 vicino all'attuale Chiesa di San Pietro, fu progettata la costruzione di una batteria a rinforzo del tratto di costa di levante, a protezione di eventuali sbarchi.
I lavori terminarono nel febbraio dell'anno successivo, dopo alcuni problemi in fase d'opera, sfruttando come base per costruire un piccolo pianoro tra due scogli sul mare.
Nel 1771 nella batteria furono collocati otto cannoni di bronzo protetti da una bassa muratura , a lato dei quali vi era un piccolo alloggio per l'acquartieramento della guarnigione.
Il "battesimo del fuoco" della Batteria del Vagno si ebbe nel 1796 quando furono sparati alcuni colpi verso alcune navi inglesi che tentarono di avvicinarsi alla spiaggia, ma il lavoro difensivo congiunto con la Batteria di Sopranis fece desistere gli inglesi da qualunque tentativo di offesa.
I primi lavori di ampliamento ci furono nel 1804 durante il dominio francese, fu rafforzata la muratura che proteggeva le artiglierie, e fu aggiunto un corpo pentagonale nel fianco di ponente della struttura, a livello inferiore.
Altri lavori di rafforzamento si registrano durante il dominio Sabaudo, che affidò al Genio Sardo, i lavori, che interessarono l'ispessimento del parapetto, la costruzione di una riservetta allineata con la batteria, e tutti i locali di servizio.
Ma la cronica mancanza di spazio di una costruzione ricavata a picco sul mare, generò la necessità di dislocare i locali di servizio lungo la strada d'accesso, tra cui i locali del munizionamento, che per trasportare i proietti, utilizzava un ingegnoso meccanismo di montacarichi, azionati a manovella, che trasportavano i proiettili tramite un cestello metallico guidato da binari laterali, che conducevano alla linea di fuoco.
Nel 1871 si decise di ampliare in modo deciso le dimensioni della batteria, fino a renderla un vero e proprio Forte a strapiombo sugli scogli, progetto che però non venne eseguito a favore di un piccolo riammodernamento nel 1888; che portò anche ad un ammodernamento dell'armamento tre anni dopo.
Furono collocati 4 cannoni da 24 GRC Ret, e due cannoni da 15 ARC Ret , situati un po' più in basso dell'antica linea di fuoco.
Durante i primi anni del Novecento si pensò anche di demolire la Batteria, e spostarla in un altro sito, per far posto alla costruzione di corso Italia, ma con il "no" del Ministero della Guerra il sito rimase al suo posto e fu deviato l'andamento della strada.
Separando in qualche modo la struttura, isolandola sul mare.

## Storia recente
Negli anni venti la batteria perse di importanza strategica, ora il nemico non sarebbe potuto arrivare dal mare, e la Batteria del Vagno fu sgombrata e limitata a incarichi di importanza marginale, fino al 1931 quando fu decisa la costruzione di faro marittimo, diretto dall'Istituto Idrografico della Regia Marina, tuttora attivo.
Nel frattempo, i nuovi scenari diplomatici, considerarono l'installazione di una postazione contraerea e antinave con quattro pezzi da 88/56, e l'edificazione di due palazzine a sostegno.
Nonostante alcune mutilazioni dovute all'urbanizzazione recente del luogo, la struttura esterna rimane visitabile, si può vedere l'antico piazzale settecentesco, ed i parapetti dei pezzi con il terrapieno.
I locali sono però in concessione all'Istituto Idrografico della Marina che utilizza i locali come alloggi, e quindi non visitabili.